# Liste von Nebelmitteln gemäß den Kennblättern fremden Geräts D 50/10

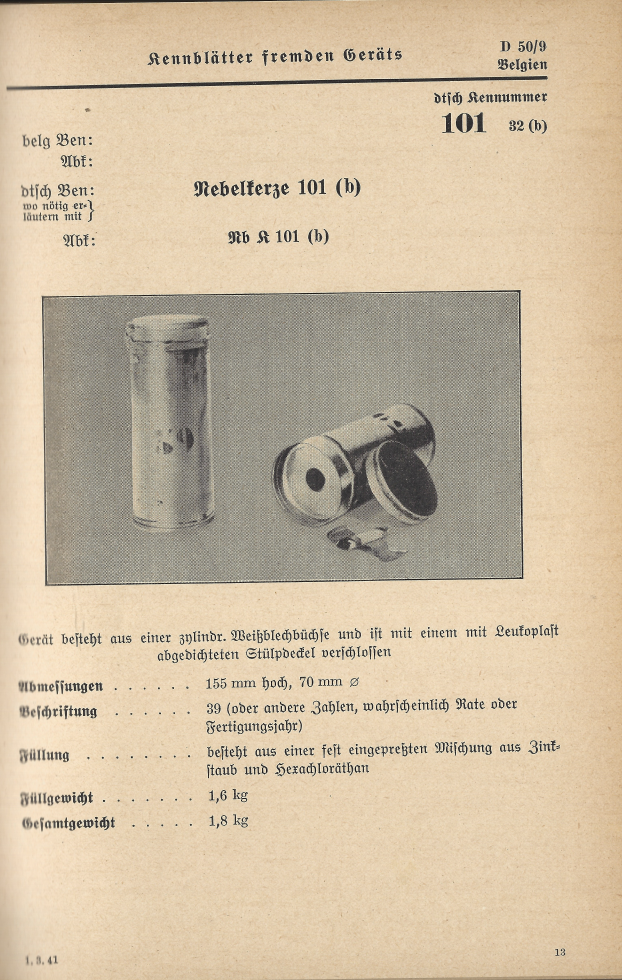
Kennblattbeispiel zu
D 50/10 Nr 101 32 (b)

In dieser Liste von Nebelmitteln gemäß den Kennblättern fremden Geräts D 50/10 werden Nebelkerzen, Schwelkerzen und deren Zubehör aufgeführt, die vom Heereswaffenamt verzeichnet wurden. Einige dieser Geräte und auch Zubehör wurden erstmals in der D. 50/9 aufgeführt, mit dem 4. Nachtrag zur D. 50/9 vom 30. April 1941 und dem 6. Nachtrag zur D. 50/10 vom 20. März 1941 jedoch in die D. 50/10 übernommen. Aus diesem Grund wurde bei einigen Heften die Kennzeichnung D 50/9 nicht umgeändert, da die Blätter einfach nur neu eingeheftet wurden.
Nachfolgend ein Überblick/Auszug zur offiziellen Dokumentation Kennblätter fremden Geräts D 50/10: Gasschutzgerät.

## Hinweise zur Liste
Aufbau der Tabelle
Untenstehende Tabelle führt folgenden Spalteninhalte:
- dtsch. Kennnr. (deutsche Kenn-Nummer), dies entspricht dem Originalindex in den Kopfzeilen der Kennblätter mit Kennnummer, Stoffgebietenummer und Beutezeichen.
- Abk. dtsch. Ben. (Abkürzung deutsche Benennung), Originalbezeichnung entnommen aus der fünften Zeile der Kennblätter.
- Landesbez. nach HWA (Heereswaffenamt), Originalangaben entnommen aus der ersten Zeile der Kennblätter.
- Bild, eine Bildauswahl aus Wikipedia für dieses Objekt.
- Bemerkungen, Hier werden Links zu bereits existierenden Wikipedia-Artikeln eingetragen.

 Info: Die in der Tabelle angegebenen Originaleinträge sollen nicht geändert werden, weil diese den Angaben aus den Kennblättern entsprechen. Nach neuerem Forschungsstand sind teilweise Errata in den Kennblättern erkannt worden. Diese werden unten im Abschnitt Anmerkungen jeweils zur Kenn-Nummer erläutert. Die Wikilinks in den runden Klammern sollten das Lemma der entsprechenden Artikel in Wikipedia enthalten.

## Tabellarische Übersicht
| dtsch. Kennr. | Abk. dtsch. Ben.         | Landesbez.nach HWA (Wikipedia-Artikel) | Bild         | Bemerkungen                                                                                       |
| ------------- | ------------------------ | -------------------------------------- | ------------ | ------------------------------------------------------------------------------------------------- |
| 101 32 (b)    | Nb. K. 101 (b)           | in D 50/10 keine Angaben               |              | fest eingepresste Mischung aus Zinkstaub und Hexachloräthen                                       |
| 102 32 (e)    | Nb. K. 102 (e)           | in D 50/10 keine Angaben               |              | Nebelkerze, welche von Fahrzeugen abgefeuert wird.                                                |
| 103 32 (f)    | Nb. K. 103 (f)           | in D 50/10 keine Angaben               | Bilderwunsch | fest eingepresste Mischung aus Perchlornaphtalin, Zinkstaub und Kalisalpeter                      |
| 104 32 (f)    | Nb. K. 104 (f)           | in D 50/10 keine Angaben               | Bilderwunsch | Mischung aus Hexachloräthen, Calcium-Silizium und Zinkoxyd                                        |
| 131 32 (e)    | Nb. K. Treibldg. 131 (e) | in D 50/10 keine Angaben               |              | ehemals in D. 50/9 aufgeführt, dient zum Verschießen der 2 kg Nb. K. 102 (e) von Panzerfahrzeugen |
| 151 32 (e)    | Nb. K. Wrf. 151 (e)      | in D 50/10 keine Angaben               |              | ehemals in D. 50/9 aufgeführt, dient zum Verschießen der Nb. K. 102 (e)                           |
| 171 32 (f)    | Nb. K. Stifte 171 (f)    | in D 50/10 keine Angaben               | Bilderwunsch | ehemals in D. 50/9 aufgeführt                                                                     |
| 201 32 (f)    | Schw. K. 201 (f)         | in D 50/10 keine Angaben               | Bilderwunsch | Schwefelsatz mit Adamsit                                                                          |
| 241 32 (f)    | Schw. K. Z. 241 (f)      | in D 50/10 keine Angaben               |              | ehemals in D. 50/9 aufgeführt, Zünder für Schw. K. 201 (f)                                        |
| 271 32 (f)    | Schw. K. Stifte 271 (f)  | in D 50/10 keine Angaben               | Bilderwunsch | ehemals in D. 50/9 aufgeführt                                                                     |